# Andy Contes
Andy Contes (né le 24 décembre 1977) est un coureur cycliste américain, spécialiste du BMX.

## Palmarès

### Championnats du monde
- Waterford 1994
  -  Champion du monde de BMX dans la catégorie 16 ans[1]
- Bogota 1995
  -  Médaillé d'argent du BMX dans la catégorie 17 ans[1]
- Melbourne 1998
  -  Médaillé d'argent du BMX
- Córdoba 2000
  - 6e du BMX cruiser